# Vũ Hồng Bắc
Vũ Hồng Bắc (sinh ngày 11 tháng 3 năm 1961) là một chính khách tại Việt Nam. Ông từng giữ chức Chủ tịch Ủy ban nhân dân tỉnh Thái Nguyên nhiệm kì 2016-2021, Chủ tịch Ủy ban nhân dân tỉnh Thái Nguyên và Chủ tịch Hội đồng nhân dân tỉnh Thái Nguyên khóa XII (2011-2016).

## Xuất thân
Ông là người dân tộc Kinh và có quê quán ở xã Quỳnh Bảo, huyện Quỳnh Phụ, tỉnh Thái Bình. Địa chỉ nhà riêng của ông là tổ 16, phường Túc Duyên, thành phố Thái Nguyên.

## Giáo dục
- Kĩ sư Kinh tế Nông nghiệp[2]
- Thạc sĩ Chính trị học[2]

## Sự nghiệp
Ông từng giữ chức vụ Phó chủ tịch Ủy ban nhân dân tỉnh Thái Nguyên từ năm 2009 khi được Thủ tướng Nguyễn Tấn Dũng ký quyết định bổ sung cùng với bà Ma Thị Nguyệt.
Ông từng là Đại biểu Hội đồng nhân dân tỉnh khóa XI.
Ngày 6 tháng 8 năm 2014, Chủ tịch Hội đồng nhân dân tỉnh Thái Nguyên Vũ Hồng Bắc được bầu làm Phó Bí thư Tỉnh ủy Thái Nguyên.
Trong các ngày từ 8 đến 10 tháng 12 năm 2015, HĐND tỉnh Thái Nguyên khóa XII đã họp và bầu ông làm Chủ tịch Ủy ban nhân dân tỉnh Thái Nguyên khóa XII nhiệm kì 2011-2016.
Ngày 28 tháng 6 năm 2016, trong kì họp thứ nhất Hội đồng nhân dân tỉnh Thái Nguyên khóa XIII, ông tái đắc cử chức Chủ tịch Ủy ban nhân dân tỉnh Thái Nguyên khóa XIII nhiệm kì 2016-2021.